# Dialeto algarvio

Localização do Algarve no território português

O dialecto algarvio é um dialecto do português europeu conforme falado no Algarve.

## Características
- monotongação dos ditongos, como "manêra" (maneira), "lête" (leite), "ôtro" (outro), "animás" (animais), "chapé" (chapéu), "fêjõs" (feijões), "sês" (seis), "pã" (pão), "papés" (papéis).
- apócope do o no final das palavras, como "fôg" (fogo), "cumpriment" (cumprimento), "fervid" (fervido), "amig" (amigo).
- paragoge do i a seguir ao r, quando este surge no final das palavras, como "dizêri" (dizer), "fazêri" (fazer), "dormíri" (dormir).
- perda da sílaba intermédia em palavras esdrúxulas, como "fenomo" (fenómeno), "triango" (triângulo), "capito" (capítulo), estômo" (estômago), "arve" (árvore)
- não alteração do som tónico ô do masculino quando este é passado para o plural ou para o feminino, como "ôvos" (óvos), "carinhôsa" (carinhósa), "jôgos" (jógos), "manhôsas" (manhósas)

### Gramaticais
Com várias semelhanças com os dialectos do Alentejo, Madeira e Açores e o português brasileiro, a nível gramatical há uma preferência para o uso do gerúndio e do pronome a gente ao invés de nós. Já o pronome vós (2ª pessoa do plural), tal como na maioria do país, não é utilizado e em vez deste utiliza-se o vocês.

## Registos sonoros
- Ouvir registo sonoro recolhido em Sagres, Vila do Bispo.
- Ouvir registo sonoro recolhido em Porches, Lagoa.
- Ouvir registo sonoro recolhido em Alte, Loulé.